# Lista de telenovelas e séries da RCN Televisión
Segue-se a lista de telenovelas e séries de televisão produzidos e exibidos pela RCN Televisión, rede de televisão colombiana e uma das maiores daquele país. 

## Lista de telenovelas e séries

### Década de 1960
1969
- Trampas de mentiras
- Quiéreme mucho

### Década de 1970
1970
- La hora quiera
- Amor en silencio

1972
- Máscara de mentiras
- El premio gordo

1976
- Los pecados de Gabriel
- Las tres Marías
- Mujer y hombre

1977
- Señales del destino
- Sin amor

1978
- Cara o sello
- Entre la puerta y la vida

1979
- Dinero para María
- Diana la dueña

### Década de 1980
1980
- Cusumbo
- La decisión de Camila
- El ritmo a tu vida
- Los remansos
- Mujer casos de la vida real
- El amar y el querer

1981
- La flor de Cristina
- Los guadales
- Llorando por amor

1982
- No tengo dinero para darte
- Las flores de mi camino
- Me llevaras en ti
- Quiere ser mi amante

1983
- La corazonada
- Hojas al viento
- El Barcino
- Luna roja
- Cómo me haces falta

1984
- El taita
- Mamá pobreta
- Casa Brava

1985
- La cautiva
- Cascabel
- Camino cerrado

1986
- Vidas trocadas
- Los dueños del poder
- La espada de papel
- Hojarasca
- La intrusa
- Destinos cruzados
- La espada y la pared

1987
- Vampiromanía
- Mi sangre aunque plebeya
- Dejémonos de vainas
- Me estás haciendo falta

1988
- Te quiero Pecas
- El visitante

1989
- Garzas al amanecer
- Azúcar
- Los colores de la fama

### Década de 1990
| #  | Ano  | Produção                       | Autoria                                                   | Direção                             |
| -- | ---- | ------------------------------ | --------------------------------------------------------- | ----------------------------------- |
| 56 | 1990 | Vanessa                        | -                                                         | -                                   |
| 57 | 1990 | La vorágine                    | Jose Eustasio Rivera                                      | Lisandro Duque Naranjo              |
| 58 | 1990 | La casa de las dos palmas      | Manuel Mejía Vallejo                                      | Kepa Amuchastegui                   |
| 59 | 1990 | Laura por favor                | -                                                         | -                                   |
| 60 | 1991 | María                          | Gabriel Garcia Márquez                                    | Lisandro Duque Naranjo              |
| 61 | 1991 | Espumas                        | -                                                         | -                                   |
| 62 | 1991 | Lo que no perdona Dios         | -                                                         | -                                   |
| 63 | 1991 | Pasiones peligrosas            | -                                                         | -                                   |
| 64 | 1992 | Inseparables                   | Martha Bossio                                             | Julio César Luna                    |
| 65 | 1992 | Amor sin fronteras             | José Manuel Pérez                                         | Ibrahim Guerra                      |
| 66 | 1992 | Puerta Grande                  | Daniel Samper Pizano Bernardo Romero Pereiro              | Kepa Amuchastegui                   |
| 67 | 1992 | Oki Doki                       | -                                                         | -                                   |
| 68 | 1993 | La potra Zaina                 | Bernardo Romero Pereiro                                   | Julio César Luna Kepa Amachastegui  |
| 69 | 1993 | La otra raya del trigre        | -                                                         | -                                   |
| 70 | 1994 | Café, con aroma de mujer       | Fernando Gaitán                                           | Pepe Sánchez                        |
| 71 | 1994 | Momposina                      | Daniel Samper Pizano                                      | Bernardo Romero Pereiro             |
| 72 | 1994 | O todos en el cama             | Bernardo Romero Pereiro                                   | Toni Navia                          |
| 73 | 1995 | Eternamente Manuela            | Bernardo Romero Pereiro                                   | Miguel Varoni                       |
| 74 | 1995 | Sabor a limón                  | -                                                         | -                                   |
| 75 | 1995 | Los cuentos de Bernardo Romero | Bernardo Romero Pereiro                                   | -                                   |
| 76 | 1995 | Cara a cello                   | -                                                         | -                                   |
| 77 | 1995 | Oro                            | -                                                         | -                                   |
| 78 | 1995 | Victoria                       | Bernardo Romero Pereiro                                   | Moises Ostiz Urquidi Ricardo Suarez |
| 79 | 1996 | Guajira                        | Fernando Gaitán                                           | Pepé Sanchéz                        |
| 80 | 1996 | Ruta del destino               | -                                                         | -                                   |
| 81 | 1996 | Pa'Machos                      | -                                                         | -                                   |
| 82 | 1996 | Los pícaros del calvário       | -                                                         | -                                   |
| 83 | 1997 | Las Juanas                     | Bernardo Romero Pereiro                                   | Tony Navia                          |
| 84 | 1997 | Hombres                        | Mónica Agudelo                                            | Carlos Mayolo                       |
| 85 | 1997 | La cara de la moneda           | -                                                         | -                                   |
| 86 | 1998 | Carolina Barrantes             | Fernando Gaitán                                           | Miguel Varoni                       |
| 87 | 1998 | La madre                       | Mónica Agudelo                                            | Pepé Sanchéz                        |
| 88 | 1999 | Tan cerca y tan lejos          | Juan Manuel Cáseres                                       | Tony Navia                          |
| 89 | 1999 | El fiscal                      | Ana María Londoño Juan Carlos Pérez Flórez Adriana Suárez | Kepa Amachastegui                   |
| 90 | 1999 | Me llaman Lolita               | Juana Uribe                                               | Luis Alberto Restrepo               |
| 91 | 1999 | Yo soy Betty, la fea           | Fernando Gaitán                                           | Mario Ribero                        |
| 92 | 1999 | Francisco, el matematico       | Vários                                                    | Vários                              |
| 93 | 1999 | Tabú                           | Ángel del Cerro                                           | Héctor Forero                       |
| 94 | 1999 | Siguiendo el rastro            | -                                                         | -                                   |

### Década de 2000
| #   | Ano  | Produção                                   | Autoria                                   | Direção                             |
| --- | ---- | ------------------------------------------ | ----------------------------------------- | ----------------------------------- |
| 95  | 2000 | Alicia en el país de las mercancias        | Juana Uribe                               | Toni Navia                          |
| 96  | 2000 | Brujeres                                   | Mónica Agudelo                            | Amparo Gutíerrez                    |
| 97  | 2000 | Entre amores                               | -                                         | -                                   |
| 98  | 2000 | Adónde vá Soledad                          | Ángel del Cerro                           | Manuel Goméz Díaz                   |
| 99  | 2000 | Así es la vida                             | -                                         | -                                   |
| 100 | 2001 | Isabel me la veló                          | Gilma Peña Nubia Barreto                  | Toni Navia Israel Sánchez           |
| 101 | 2001 | Juan Joyita                                | Magda Quintero                            | Rodrigo Triana                      |
| 102 | 2001 | Pobre Pablo                                | Juan Carlos Pérez Adraiana Suárez         | Kepa Amachastegui                   |
| 103 | 2001 | Amor sin remedio                           | Jorge Elkim Ospina Fernan Maurício Rivera | William González                    |
| 104 | 2001 | El informante en el país de las mercancias | Juana Uribe                               | Luis Alberto Restrepo               |
| 105 | 2002 | La lectora                                 | Sérgio Álverez Guarín                     | Pepe Sanhcéz                        |
| 106 | 2002 | El precio del silencio                     | Gustavo Bolívar                           | Germán Porras M.                    |
| 107 | 2002 | Milagros de amor                           | Juan Manuel Cáseres                       | Toni Navia                          |
| 108 | 2002 | El inútil                                  | Ana Maria Londoño                         | Andrés Morroquín Juan Pablo Posada  |
| 109 | 2002 | Noticias calientes                         | -                                         | -                                   |
| 110 | 2002 | Ecomoda                                    | Fernando Gaitán                           | María del Pillar Fernández          |
| 111 | 2002 | Expedientes                                | -                                         | -                                   |
| 112 | 2002 | Historias familiares                       | -                                         | -                                   |
| 113 | 2003 | La costeña y el cachaco                    | Mónica Agudelo                            | Luis Alberto Restrepo               |
| 114 | 2003 | Amor de la plancha                         | Celmira Zuluaga                           | Mario Ribero                        |
| 115 | 2003 | A.M.A. la academia                         | Manuel Gómez                              | Jaime Botero                        |
| 116 | 2003 | Un ángel llamado Azul                      | Miguel Ángel Baquero                      | Rodolfo Hoyos                       |
| 117 | 2003 | No renuncies Salomé                        | -                                         | Mario González                      |
| 118 | 2003 | Retratos                                   | Héctor Forero                             | Lilo Villaplano                     |
| 119 | 2003 | Punto de giro                              | María Jose Posada                         | Kepa Amachastegui                   |
| 120 | 2004 | Pandillas, guerra y paz                    | Bernardo Romero Pereiro                   | Gustavo Bolívar                     |
| 121 | 2004 | Al ritmo del corazón                       | Alexi Castillo                            | Roberto Reyes Toledo                |
| 122 | 2004 | Todos quieren con Marilyn                  | Juan Carlos Pérez                         | Israel Sanhcéz Pepe Sanchéz         |
| 123 | 2004 | Las noches de Luciana                      | Ana María Parra                           | Magdalena la Rotta                  |
| 124 | 2004 | Me amarás bajo la lluvia                   | Gustavo Bolívar                           | Germán Porras                       |
| 125 | 2004 | La viuda de la mafia                       | Gilma Peña Nubia Barreto                  | Sergio Osorio                       |
| 126 | 2004 | Amor de mis amores                         | Hector Forero                             | Alfredo Tappan                      |
| 127 | 2005 | Lorena                                     | Bernardo Romero Pereiro                   | Rodrigo Triana                      |
| 128 | 2005 | El pasado no perdona                       | Luis Felipe Salamanca                     | Lilo Vilaplana                      |
| 129 | 2005 | Juegos prohibidos                          | Ana María Londoño                         | Juan Pablo Posada                   |
| 130 | 2005 | Juego limpio                               | -                                         | -                                   |
| 131 | 2005 | Los reyes                                  | Juan Manuel Cáseres                       | Mario Ribero                        |
| 132 | 2005 | Enigmas del más alla                       | Julio César Romero                        | -                                   |
| 133 | 2006 | Por amor                                   | Héctor Forero                             | Lilo Vilaplana                      |
| 134 | 2006 | La hija del mariachi                       | Mónica Agudelo                            | Diego León Hoyos                    |
| 135 | 2006 | Floricienta                                | Cris Morena                               | Toni Navia Julio César Romero       |
| 136 | 2006 | Hasta que la plata nos separe              | Fernando Gaitán                           | Sergio Osorio                       |
| 137 | 2006 | Merlina                                    | Eloisa Infante                            | Pepe Sanchéz                        |
| 138 | 2006 | En los tacones de Eva                      | Ekin Espina                               | Juan Camilo Pinzón                  |
| 139 | 2006 | ¿De qué tamaño es tu amor?                 | Liliana Guzmán                            | Israel Sanchéz                      |
| 140 | 2007 | La marca del deseo                         | Bernardo Romero Pereiro                   | Rodrigo Triana                      |
| 141 | 2007 | Marido a sueldo                            | Ana María Londoño                         | Juan Pablo Posada                   |
| 142 | 2007 | Amas a casa desesperadas                   | Marc Cherry                               | -                                   |
| 143 | 2007 | Pura sangre                                | Mauricio Navas                            | Harney Luna                         |
| 144 | 2007 | Zona rosa                                  | -                                         | -                                   |
| 145 | 2007 | Mujeres asesinas                           | Marisa Grinstein Diego Vivanco            | Carlos Gavíria Raúl Garcia          |
| 146 | 2007 | Así es la vida 2                           | -                                         | -                                   |
| 147 | 2008 | Sin retorno                                | Carlos Esteban Orrozco                    | Genoveva Rey Herera                 |
| 148 | 2008 | Los protegidos                             | Juana Uribe                               | Juan Pablo Posada                   |
| 149 | 2008 | El último matrimonio feliz                 | Adriana Suárez Pablo Miguel Rozo          | Luis Orejuela                       |
| 150 | 2008 | Aquí no hay quien viva                     | Chucho González                           | Sergio Osorio                       |
| 151 | 2008 | La dama de Troya                           | Felipe Forero                             | Toni Navia Lilo Vilaplana           |
| 152 | 2008 | Novia para dos                             | Gilma Peña Nubia Barreto                  | Mario Ribero                        |
| 153 | 2008 | Amor, mentiras y video                     | Toini Navia                               | Julio César Romero                  |
| 154 | 2008 | Súper pá                                   | Gonzalo Sagarmínaga Ricky Ortíz           | Ana María Londoño                   |
| 155 | 2008 | Valentino                                  | Juana Uribe                               | Ana María Parra                     |
| 156 | 2009 | Verano en Venecia                          | Fabiola Carillo                           | Juan Camillo Pinzón                 |
| 157 | 2009 | El penúltima beso                          | Mauricio Navas                            | Herney Luna                         |
| 158 | 2009 | El fanstasma del Gran Hotel                | Juan Pablo Posada                         | Israel Sanchéz                      |
| 159 | 2009 | Las detectivas y el Víctor                 | Juan Cáseres Niño                         | Pepé Sanchéz                        |
| 160 | 2009 | Las trampas del amor                       | Mauricio Miranda                          | Alejandro Basile                    |
| 161 | 2009 | Cuando salga el sol                        | Manuel Gómez                              | John Bolívar Acosta                 |
| 162 | 2009 | Inversiones al ABC                         | Felipe Forero                             | Toni Navia Lilo Vilaplana           |
| 163 | 2009 | Regreso a la guaca                         | Clara María Ochoa                         | Rodrigo Triana                      |
| 164 | 2009 | Pandillas, guerra y paz II                 | Gustavo Bolívar                           | Gustavo Bolívar                     |
| 165 | 2009 | Amor en custodia                           | Marcela Citterio                          | Luis Eduardo Jímenez                |
| 166 | 2009 | El capo                                    | Gustavo Bolívar                           | Ricardo Gabrielli R. Lilo Vilaplana |

### Década de 2010
| #   | Ano  | Produção                               | Autoria                           | Direção                                  |
| --- | ---- | -------------------------------------- | --------------------------------- | ---------------------------------------- |
| 167 | 2010 | Doña Bella                             | Wilson Almeida de Aguiar Filho    | Toni Navia                               |
| 168 | 2010 | Amor sincero                           | Fabíola Carillo                   | Rodrigo Triana                           |
| 169 | 2010 | Rosario Tijeras                        | Jorge Franco Carlos Duplat        | Carlos Gavíria                           |
| 170 | 2010 | El man es Germán                       | Juan Manuel Cáseres               | Consuello González Cuellar               |
| 171 | 2010 | A corazón abierto                      | Fernando Gaitán Shonda Rhimes     | Sergio Osorio                            |
| 172 | 2010 | Chepe fortuna                          | Eloísa Infante                    | Mario Ribero                             |
| 173 | 2010 | La pola                                | Juan Carlos Pérez                 | Sergio Cabrera                           |
| 174 | 2010 | A mano limpia                          | Diego Vivanco                     | Luis Orjuela                             |
| 175 | 2011 | A corazón abierto 2                    | Fernando Gaitán Shonda Rhimes     | Sergio Osorio                            |
| 176 | 2011 | La traicionera                         | Adrián Suar                       | Lilo Vilaplana Cecilia Vásquez           |
| 177 | 2011 | El Joe, la leyenda                     | Andrés Salgado Natalia Espina     | Herney Luna                              |
| 178 | 2011 | Correo de inocentes                    | Ana María Londoño Rafael Noguera  | Clara María Ochoa                        |
| 179 | 2011 | Amas de casas desesperadas 2           | Marc Cherry                       | -                                        |
| 180 | 2011 | Tres milagros                          | Carlos Duplat                     | Rodrigo Lalinde Israel Sanchéz           |
| 181 | 2012 | Pobres Rico                            | Adriana Lorenzon                  | Pepe Sanchéz                             |
| 182 | 2012 | ¿Dónde está Elisa?                     | Pablo Illanes                     | -                                        |
| 183 | 2012 | La mariposa                            | -                                 | -                                        |
| 184 | 2012 | Historias clasificadas                 | Stella Morales                    | William Barrágan                         |
| 185 | 2012 | A mano limpia 2                        | Diego Vivanco                     | Luis Orjuela                             |
| 186 | 2012 | Infieles anónimos                      | -                                 | -                                        |
| 187 | 2012 | Corazones blindados                    | Rafael Noguera                    | Israel Sanchéz                           |
| 188 | 2012 | El capo 2                              | Gustavo Bolívar                   | Lilo Vilaplana                           |
| 189 | 2012 | Casa de reinas                         | Miguel Ángel Barquero             | Mario Ribero                             |
| 190 | 2013 | Alla te espero                         | Adriana Suárez                    | Harney Luna                              |
| 191 | 2013 | Amo de casa                            | Guido Jácome                      | Ramiro Meneses Diego Mejía               |
| 192 | 2013 | Entérese                               | -                                 | -                                        |
| 193 | 2013 | Tres caínes                            | Hugo León Ferrer                  | Gustavo Bolívar                          |
| 194 | 2013 | Chica vampiro                          | Marcela Citterio                  | William Barragan                         |
| 195 | 2013 | Retrato de una mujer                   | Miguel Ángel Lozano               | Pepe Sanchéz                             |
| 196 | 2013 | La prepago                             | Carlos Duplat                     | Carlos Gavíria                           |
| 197 | 2013 | El día de la suerte                    | Miguel Ángel Lozano               | Mario Ribero                             |
| 198 | 2013 | Comando élite                          | -                                 | -                                        |
| 199 | 2013 | Los graduados                          | Serbastián Ortega                 | Víctor Mallarino                         |
| 200 | 2013 | Alias el mexicano                      | Mauricio Navas                    | Diego Mejía                              |
| 201 | 2013 | Mamá también                           | Agustín Restrepo Isaza            | Israel Sanhcéz                           |
| 202 | 2014 | Dr. Mata                               | Sergio Cabrera                    | -                                        |
| 203 | 2014 | La playita                             | Juan Manuel Cáseres Niño          | Conseula González Cuéllar                |
| 204 | 2014 | Contra el destino - Contra las cuerdas | Tristán Bauér Juan Pablo Domenech | Juan Carlos Vasquéz Olga Lucia Rodríguez |
| 205 | 2014 | El estilista                           | Segrio Cabrera                    | Sergio Cabrera                           |
| 206 | 2014 | El capo 3                              | Gustavo Bolívar                   | Lilo Vilaplan                            |
| 207 | 2014 | Un sueño llamado salsa                 | Amparo López                      | Diego Mejía                              |
| 208 | 2014 | El laberinto de Alicia                 | Nora Fernández                    | Felipe Cano                              |
| 209 | 2014 | Secretos del paraíso                   | Mónica Agudelo                    | Pepe Sanchéz                             |
| 210 | 2015 | Diomedes, el cacique de La Junta       | Fernán Rivera                     | Harney Luna                              |
| 211 | 2015 | Salsa de urgencias                     | Jörg Hiller                       | Harney Luna                              |
| 212 | 2015 | Lady, la vendedora de rosas            | Andrea Malunanda                  | Felipe Cano                              |
| 213 | 2015 | Las santísimas                         | Luis Felipe Salamanca             | Juan Carlos Vásquez                      |
| 214 | 2015 | Celia                                  | Andrés Salgado                    | Víctor Mallarino                         |
| 215 | 2015 | Anónima                                | Juan Andrés Granados              | Andrés Biermann Carlos María Urrea       |
| 216 | 2016 | Contra el tiempo                       | Alberto González                  | Diego Mejía Monica Botero                |
| 217 | 2016 | Azúcar                                 | Mauricio Navas                    | Carlos Moreno                            |
| 218 | 2016 | Bloque de búsqueda                     | Jörg Hiller                       | Israel Sanchéz                           |
| 219 | 2016 | Hilos de sangre azul                   | Patricia Lara Savile              | -                                        |
| 220 | 2016 | En la boca del lobo                    | William C. Rempel                 | Rodrigo Lalinde                          |
| 221 | 2016 | Sala de urgencias 2                    | Jörg Hiller                       | Harney Luna                              |
| 222 | 2016 | Todo el prestao                        | Madeleine Contreras               | Jorge Alí Triana                         |
| 223 | 2016 | Las Vega's                             | Héctor Alejandro                  | Ramiro Meneses                           |
| 224 | 2016 | La ley del corazón                     | Mónica Agudelo                    | Sergio Osorio                            |
| 225 | 2017 | El comandante                          | Moisés Naim                       | Felipe Cano                              |
| 226 | 2017 | Francisco, el matematico: Clase 2017   | Juan Carlos Trancoso              | Harney Luna                              |
| 227 | 2017 | Venganza                               | Tania Cardenas                    | Felipe Cano                              |
| 228 | 2017 | No olvidarás mi nombre                 | Fernando Gaitán                   | Rodrino Triana                           |
| 229 | 2017 | Pambelé                                | A.F. Cortés                       | Sergio Osorio                            |
| 230 | 2017 | Hermanos y hermanas                    | Jon Robin Baitz                   | Sergio Osorio                            |
| 231 | 2017 | La luz de mis ojos                     | Gerardo Pinzón                    | Jorge Ali Triana                         |
| 232 | 2018 | Gárzon vive                            | Juan Carlos Pérez                 | -                                        |
| 233 | 2018 | Paraíso Travel                         | Angelica Guerra                   | Felipe Cano                              |
| 234 | 2018 | Nadie me quita el bailao               | Guido Jácome                      | Germán Porras                            |
| 235 | 2018 | ¿Quien mató a Patricia Soler?          | Arturo Moya Grau                  | Arturo Moya Grau                         |
| 236 | 2018 | La ley del corazón 2                   | Mónica Agudelo                    | Sergio Osorio                            |
| 237 | 2018 | La esquina del diablo                  | Covadonga Espeso                  | Hugo León Ferrer                         |
| 238 | 2018 | Manual para ser feliz                  | -                                 | -                                        |
| 239 | 2019 | ¿Quién eres tú?                        | Jimena Romero                     | Rodolfo Hoyos                            |
| 240 | 2019 | Tormenta de amor                       | Andrés Cortés                     | Diego Mejía                              |
| 241 | 2019 | Enfermeras                             | Ana María Pérez                   | Víctor Cantillo Luis Carlos Sierra       |

### Década de 2020
| #   | Ano  | Produção                      | Autoria                                              | Direção                            |
| --- | ---- | ----------------------------- | ---------------------------------------------------- | ---------------------------------- |
| 242 | 2020 | Pa'quererte                   | Juan Andrés Granado                                  | Catalina Hernández                 |
| 243 | 2020 | Verdad oculta                 | Germán Castro Caycedo                                | Rodrigo Triana Jorge Ali Triana    |
| 244 | 2020 | Confinados                    | Juan Andrés Granado                                  | Lucho Sierro                       |
| 245 | 2021 | Pa'quererte 2                 | Juan Andrés Granado                                  | Catalina Hernández                 |
| 246 | 2021 | Enfermeras 2                  | Ana María Pérez                                      | Víctor Cantillo Luis Carlos Sierra |
| 247 | 2021 | Lala's Spa                    | -                                                    | -                                  |
| 248 | 2021 | Café, con aroma de mujer      | -                                                    | -                                  |
| 249 | 2021 | Leandro Diaz                  | -                                                    | -                                  |
| 250 | 2021 | La nieta elegida              | Julio Jiménez Iván Martínez                          | Rodrigo Lalinde Consuelo González  |
| 251 | 2022 | Te la dedico                  | Juan Andrés Granado                                  | Juan Andrés Granado                |
| 252 | 2022 | Hasta que la plata nos separe | Juan Carlos Pérez Flores                             | Yalile Giordanelli                 |
| 253 | 2022 | Dejémonos de Vargas           | Guido Jácome                                         | Federico Castillo                  |
| 254 | 2022 | Leandro Díaz                  | Rafael Noguera Cecilia Percy Juan Sebastián Granados | Ana María Pérez Martinez           |
| 255 | 2023 | Ana de nadie                  | Jimena Romero Gilma Peña                             | Yalile Giordanelli                 |
| 256 | 2023 | Tía Alison                    | Héctor Moncada                                       | Andrés Santamaría                  |
| 257 | 2023 | Rigo                          | Cesar Betancur                                       | Ana María Pérez Martínez           |
| 258 | 2024 | Rojo carmesí                  | Fernando Gaitán Adriana Suárez                       |                                    |